# Fprint
fprint (libfprint) — это свободный проект, направленный на создание библиотеки, используемой в потребительских сканерах отпечатков пальцев.
Он призван обеспечить единый API для разработчиков программного обеспечения, используемого на различных устройствах.
В настоящее время поддерживает следующее оборудование:
1. UPEK TouchStrip, TouchChip, EikonTouch 300, EikonMini
2. DigitalPersona / устройства Microsoft
3. AuthenTec AES1610, AES1660, AES2501, AES2550, AES2660, AES2810, AES4000
4. SecuGen FDU 2000
5. Veridicom 5thSense
6. Validity VFS101, VFS301

Ещё несколько находятся в активной разработке.
Он был включён в официальный выпуск Fedora 11 с соответствующим модулем PAM для лучшего опыта «из коробки».